# 应松年
应松年（1936年11月—），中国行政法学权威。浙江宁波人。

## 简介
1936年11月，出生于浙江省宁波市。1960年，毕业于华东政法学院（今华东政法大学）。曾任中国国家行政学院法学教研部的主任，现任中国政法大学终身教授。
应松年是中国最早从事行政法学研究工作的学者之一。应松年于1983年开始招收行政法研究生，是中国大陆改革开放之后首批硕士生导师。
应松年是中国全国行政法学研究会和中国行政管理学会的早期组织者和领导人之一，曾担任东亚行政法研究会理事长。1986年起，担任全国人大法工委行政立法研究组副组长，参与《行政诉讼法》《国家赔偿法》《行政处罚法》《教育法》等重要法律的起草，并担任《卫生法》、《农业法》、《渔业法》等各部门行政立法的顾问、咨询工作。

## 主要著述
- 《當代中國行政法》
- 《行政诉讼法》
- 《行政行为法》
- 《国家赔偿法研究》
- 《中国走向行政法治探索》
- 《行政法学新论》
- 《比较行政程序法》